# Besuchetostes dubium
Besuchetostes dubium är en skalbaggsart som beskrevs av Renaud Maurice Adrien Paulian 1975. Besuchetostes dubium ingår i släktet Besuchetostes och familjen Hybosoridae. Inga underarter finns listade.